# Chika Ike
Pour les articles homonymes, voir Ike.
Chika Nancy Ike, née le 8 novembre 1985 à Onitsha au Nigeria, est une actrice, mannequin, chef d'entreprise et philanthrope nigériane

## Biographie Hpd geng
Chika Ike est diplômée en Kinésiologie et Éducation pour la santé de l'université de Lagos.
Elle est actrice nigériane du cinéma Nollywood et fait ses débuts, en 2002, dans le film Wisdom and Riches puis sa suite Wisdom and Riches 2,. En 2005, elle décroche ses premiers rôles dans les films Sweetlove et Bless the Child, réalisés par Tchidi Chikere. Actrice dans 84 films, elle est également productrice, pour le film de 2015, Miss Teacher. Elle est nommée en 2006 et 2009 aux Africa Movie Academy Awards. 
Par ailleurs, en raison de son action humanitaire, elle est récompensée aux HOG Awards, à Lagos en 2013, du prix Icône de l'espoir. En 2011, elle est nommée ambassadrice pour la paix, auprès de l'ONU et en 2013, elle devient ambassadrice pour les réfugiés et les personnes déplacées.
Chika Ike est l'ambassadrice d'une boisson énergisante. Elle a créé la fondation Chika Ike Foundation... help a child qui a pour vocation les soins aux enfants des rues en Afrique.
Elle fonde sa société de production, Chika Ike Production, en 2014, et produit son premier film Miss Teacher. Elle est à l'origine de  l'émission de téléréalité African Diva Reality TV Show (en) qui a pour but de promouvoir la femme moderne africaine,. Elle en est la productrice exécutive, l'animatrice et un membre du jury. La première saison est diffusée sur DStv et la seconde sur AIT. En 2015, elle collabore avec Rok Studios pour produire des films comme Happy Ending et Stuck on You.

## Filmographie (partielle)
- Heart of a Fighter (2011)
- The Seekers (2011)
- Street President (2010)
- Unstoppable (2010)
- Dangerous Beauty (2009)
- Before the Rain (2008)
- Royal Promise (2007)
- Power of Beauty (2007)
- The Prince of My Heart (2007)
- Mirror of Beauty (2007)
- My Only Girl (2006)
- Wisdom of the Gods (2006)
- Soul Engagement (2006)
- Love Wins (2006)
- Emotional Blackmail (2005)
- To Love a Stranger (2005)
- One God One Nation (2005)
- Django (2005)
- Sweet Love (2004)
- Bless the Child (2004)
- Standing Alone (2004)
- Paradise (2004)
- Wisdom and Riches (2002)
- Anointed Queen (2011)
- Chizam The Barrow Pusher (2014)
- Save My Soul  (2013)
- Sorrowful Kingdom (2012)
- The End is Near (en) (2012)
- Bridge of Contract (cy) (2012)
- Sugar Cane (2013)
- My Lovely Princess  (2013)

## Source de la traduction
- (en) Cet article est partiellement ou en totalité issu de l’article de Wikipédia en anglais intitulé « Chika Ike » (voir la liste des auteurs).